# Кінсмен (Іллінойс)
Кінсмен (англ. Kinsman) — селище (англ. village) в США, в окрузі Ґранді штату Іллінойс. Населення — 90 осіб (2020).

## Географія
Кінсмен розташований за координатами 41°11′25″ пн. ш. 88°34′12″ зх. д. / 41.19028° пн. ш. 88.57000° зх. д. (41.190278, -88.569935).  За даними Бюро перепису населення США в 2010 році селище мало площу 0,17 км², уся площа — суходіл.

## Демографія
Згідно з переписом 2010 року, у селищі мешкало 99 осіб у 36 домогосподарствах у складі 29 родин. Густота населення становила 577 осіб/км².  Було 47 помешкань (274/км²).
Расовий склад населення:
| - 100,0 % — білих |

До двох чи більше рас належало 0,0 %. Частка іспаномовних становила 2,0 % від усіх жителів.
За віковим діапазоном населення розподілялося таким чином: 27,3 % — особи молодші 18 років, 56,5 % — особи у віці 18—64 років, 16,2 % — особи у віці 65 років та старші. Медіана віку мешканця становила 39,5 року. На 100 осіб жіночої статі у селищі припадало 98,0 чоловіків;  на 100 жінок у віці від 18 років та старших — 100,0 чоловіків також старших 18 років.
Середній дохід на одне домашнє господарство  становив 110 791 долар США (медіана — 39 583), а середній дохід на одну сім'ю — 143 907 доларів (медіана — 62 500). За межею бідності перебувало 32,2 % осіб, у тому числі 38,9 % дітей у віці до 18 років та 10,7 % осіб у віці 65 років та старших.
Цивільне працевлаштоване населення становило 32 особи. Основні галузі зайнятості: виробництво — 31,3 %, мистецтво, розваги та відпочинок — 28,1 %, транспорт — 18,8 %.